# De grønne slagtere
De grønne slagtere és una pel·lícula danesa dirigida per Anders-Thomas Jensen, estrenada l'any 2003.

## Argument
Svend i Bjarne, exasperats amb el seu empresari, decideixen de posar-se pel seu compte i obrir la seva pròpia carnisseria. Els començaments són, si més no difícils i la clientela més aviat escassa. Però després d'un conjunt de circumstàncies, un electricista mor presoner a la cambra freda. Una personalitat de la ciutat, que ha vingut a burlar-se dels seus començaments difícils, i se'l veurà treure alguns bistecs trets del cadàver, que amb sorpresa general, resulten deliciosos… Fins que la matèria primera comença a faltar.

## Repartiment
- Line Kruse: Astrid
- Nikolaj Lliga Kaas: Bjarne/Eigil
- Mads Mikkelsen: Svend
- Nicolas Bro: Hus Hans
- Aksel Erhardtsen: Reverend Villumsen
- Bodil Jørgensen: Tina
- Ole Thestrup: Holger
- Lily Weiding: Ms Juhl